# Podlužje
Le Podlužje (en serbe cyrillique : Подлужје) est une région située au nord de la Serbie. Elle constitue un sous-ensemble de la région plus vaste de Syrmie.

## Géographie
La partie occidentale de la région de Podlužje est située dans la province autonome de Voïvodine, tandis que la partie orientale se trouve en Serbie centrale, sur le territoire de la Ville de Belgrade. 

## Localités
Les localités les plus importantes de la région de Podlužje sont Pećinci, Jakovo et Hrtkovci.

## Curiosités
Le monastère orthodoxe serbe de Fenek et le parc naturel de l'Obedska bara sont situés dans la région, ainsi que la ville médiévale de Kupinik, aujourd'hui Kupinovo, qui fut la résidence des despotes serbes en Syrmie.